# Michaugues
Michaugues is een plaats en voormalige gemeente in het Franse departement Nièvre (regio Bourgogne-Franche-Comté) en telt 65 inwoners (2009). De plaats maakt deel uit van het arrondissement Clamecy. Op 1 januari 2016 fuseerde Michaugues met de gemeenten Beaulieu en Dompierre-sur-Héry tot een nieuwe gemeente, eveneens Beaulieu geheten. 

## Geografie
De oppervlakte van Michaugues bedraagt 4,4 km², de bevolkingsdichtheid is 14,5 inwoners per km².
De onderstaande kaart toont de ligging van Michaugues met de belangrijkste infrastructuur en aangrenzende gemeenten.

## Demografie
Onderstaande figuur toont het verloop van het inwonertal (bron: INSEE-tellingen).